# Områdesbestämmelser
Områdesbestämmelser är ett begrepp i den svenska plan- och bygglagen. För begränsade områden utanför samlad bebyggelse kan kommunen i stället för att styra bebyggelsen med en detaljplan anta områdesbestämmelser. Syftet med områdesbestämmelser kan vara att säkerställa att översiktsplanens intentioner uppnås eller att riksintresse enligt miljöbalken tillgodoses.
Till skillnad från detaljplanen ger områdesbestämmelser ingen rätt att bygga. Områdesbestämmelser kan däremot innehålla ökade krav på när bygglov behövs.